# Kerékvető

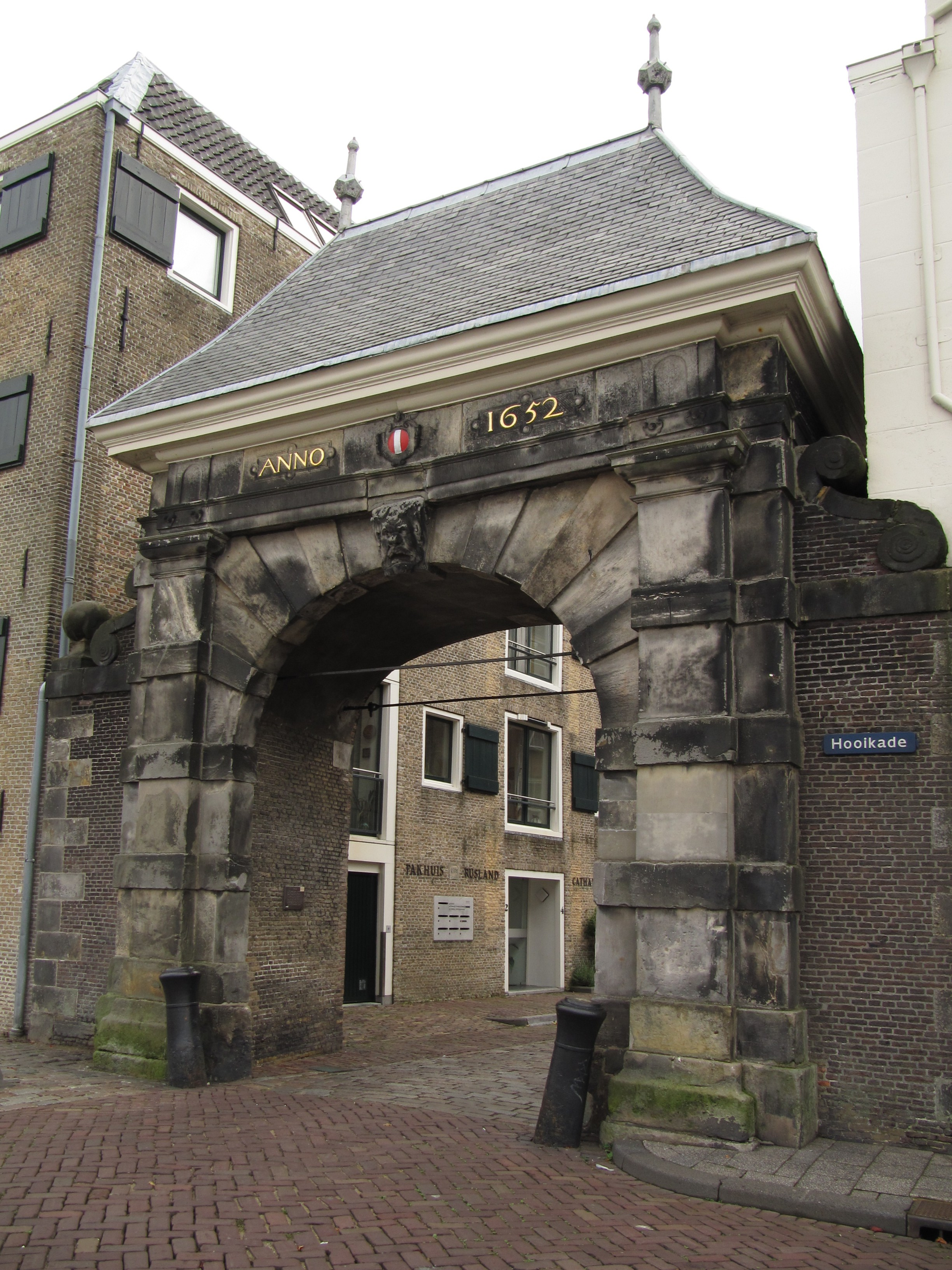
Kerékvető egy dordrechti kapun

A kerékvető kőből, öntött vagy kovácsolt vasból, fából készült egészen egyszerű dúc-forma vagy ornamentált konzolalakú eszköz annak az elhárítására, hogy bejáró kapukon a valamely kocsi kerekei a kapufélfának neki ne ütközzenek, vagy valamely lejtős oldalon vezető úton a kocsi le ne csússzék.
Magasabb töltések szélein a kerékvetőket sorjában 5-10 méter távolságban szokták elhelyezni.